# О том, как гном покинул дом и…
«О том, как гном покинул дом и…» — советский рисованный мультипликационный фильм  1976 года для детей, созданный режиссёром Владимиром Поповым.

## Сюжет
В стихотворной форме. Сценарий создан по одноимённому юмористическому стихотворению Михаила Либина. Текст читается за кадром.
На лесной опушке стоит дом, в котором живёт гном. Оба очень старые. Однажды гном уходит из дома по делам, а антропоморфный дом боится оставаться один ночью и потому уходит «встречать хозяина». В итоге гном возвращается к пустой поляне.
После этого гном и его дом бегают друг за другом, пытаясь встретиться: «но когда вернулся гном, то ушёл за гномом дом, а когда вернулся дом, то ушёл за домом гном, гном вернулся — дома нет, дом вернулся — гнома нет». Их встреча произошла лишь через год, следующим летом — совершенно неожиданно.
Мораль мультфильма довольно неожиданна, но вполне практична: «Если мама потерялась, значит, маму надо ждать», и есть надежда, что мама придёт к тому месту, от которого ушла.

## Создатели
| автор сценария             | Михаил Либин                                                                                         |
| режиссёр                   | Владимир Попов                                                                                       |
| художник-постановщик       | Николай Ерыкалов                                                                                     |
| композитор                 | Евгений Крылатов                                                                                     |
| оператор                   | Кабул Расулов                                                                                        |
| звукооператор              | Борис Фильчиков                                                                                      |
| текст читает:              | Владимир Осенев                                                                                      |
| художники-мультипликаторы: | Наталия Богомолова, Олег Комаров, Юрий Мещеряков, Николай Фёдоров, Сергей Маракасов, Дмитрий Анпилов |
| ассистенты:                | Лидия Никитина, О. Ерофеева                                                                          |
| монтажница                 | Наталия Степанцева                                                                                   |
| редактор                   | Раиса Фричинская                                                                                     |
| директор картины           | Фёдор Иванов                                                                                         |